# Гадецки, Оливия
Оливия Гадецки (англ. Olivia Gadecki; род. 24 апреля 2002, Голд-Кост, Австралия) — австралийская теннисистка. Победительница одного турнира Большого шлема в смешанном парном разряде (Открытый чемпионат Австралии-2025); победительница одного турнира WTA в парном разряде.

## Общая информация
Оливия Гадецки родилась 24 апреля 2002 года в Голд-Косте, штат Квинсленд, в Австрали. Имеет польское происхождение, — её фамилия происходит от достаточно распространённых в Польше фамилий Гадецкий—Гондецкий, но произносится в английской транскрипции.

## Спортивная карьера
В 2021—2023 годах стала победительницей трёх турниров ITF в одиночном разряде.
И в 2021—2023 годах стала победительницей ещё десяти турниров ITF в парном разряде.

### 2021—2022
В феврале 2021 года, в парном разряде Открытого чемпионата Австралии вместе с соотечественницей Белиндой Вулкок, в первом раунде соревнований победила Михаэлу Бузарнеску и Анкиту Райна, но во втором круге проиграла Лейле Фернандес и Хезер Уотсон.
В конце мая 2022 года, в парном разряде Открытого чемпионата Франции вместе с соотечественницей Шарлоттой Кемпенаерс-Поч, в первом раунде соревнований проиграла Лейле Фернандес и Кирстен Флипкенс.

### 2023
В январе 2023 года она дошла до полуфинала в смешанном парном разряде Открытого чемпионата Австралии вместе с соотечественником Марком Полмансом, в котором они проиграли Луизе Стефани и Рафаэлю Матосу.
В одиночном разряде этого турнира, в первом раунде соревнований она победила россиянку Полину Кудерметову, но во втором круге проиграла украинке Марте Костюк со счётом: 2-6, 1-6.
Она также участвовала в парном разряде этого турнира вместе со своей соотечественницей Присциллой Хон, и в первом раунде соревнований победила Ану Богдан и Татьяну Марию, но во втором круге проиграла Дезире Кравчик и Деми Схюрс.
В середине августа 2023 года в Стэнфорде (США) вместе с британкой Джоди Бёррэдж стала победительницей турнира WTA-125 «Golden Gate Open», в финале победив американок Хейли Баптист и Клер Лю со счётом: 7-6(7-4), 6-7(6-8), [10-8].
В конце августе 2023 года, в одиночном разряде на Открытом чемпионате США в первом раунде соревнований проиграла россиянке Мирре Андреевой со счётом: 6-1, 3-6, 4-6.

### 2024
В начале января 2024 года на турнире WTA-500 в Брисбене (Австралия) сначала победила в квалификации, затем в первом раунде соревнований победила свою соотечественницу Кимберли Биррелл, но во втором круге проиграла опытной казахстанской теннисистке Елене Рыбакина со счётом: 4-6, 1-6, — которая в итоге стала чемпионкой данного турнира.
В середине января 2024 года она вновь дошла до полуфинала в смешанном парном разряде Открытого чемпионата Австралии вместе с соотечественником Марком Полмансом, в котором они проиграли Дезире Кравчик и Нилу Скупски.
В одиночном разряде этого турнира в первом раунде соревнований она проиграла американке Слоан Стивенс со счётом: 3-6, 1-6.
Она также участвовала в парном разряде этого турнира вместе со своей соотечественницей Кимберли Биррелл, и в первом раунде соревнований победила Варвару Грачёву и Сабрину Сантамарию, но во втором круге проиграла Елене Остапенко и Людмиле Киченок.
В начале марта, в Остине (США) стала победительницей турнира WTA-250 в парном разряде вместе с британкой Оливией Николлс, где они в финале победили Катажину Кава и Бибиану Схофс со счётом: 6-2, 6-4.
В середине марта стала победительницей в парном разряде вместе с британкой Оливией Николлс турнира серии WTA-125 в Чарлстоне (США), где в финале победила Терезу Михаликову и Сару Эррани со счётом 6-2, 6-1.

## Итоговое место в рейтинге WTA по годам
| Год  | Одиночный рейтинг | Парный рейтинг |
| 2024 | 90                | 102            |
| 2023 | 132               | 96             |
| 2022 | 201               | 730            |
| 2021 | 230               | 178            |

## Выступления на турнирах

### Финалы турнировWTAв одиночном разряде (1)

#### Поражение (1)
| Легенда:                    |
| --------------------------- |
| Турниры Большого шлема (0)* |
| Олимпиада (0)               |
| Итоговый турнир WTA (0)     |
| WTA 1000 Mandatory (0)      |
| WTA 1000 (0)                |
| WTA 500 (0)                 |
| WTA 250 (0+1)               |

| Титулы по покрытиям | Титулы по месту проведения матчей турнира |
| ------------------- | ----------------------------------------- |
| Хард (0+1)*         | Зал (0)                                   |
| Грунт (0)           | Зал (0)                                   |
| Трава (0)           | Открытый воздух (0+1)                     |
| Ковёр (0)           | Открытый воздух (0+1)                     |

* количество побед в одиночном разряде + количество побед в парном разряде.
| №  | Дата             | Турнир               | Покрытие | Соперница в финале | Счёт       |
| 1. | 15 сентября 2024 | Гвадалахара, Мексика | Хард     | Магдалена Френх    | 6-7(5) 4-6 |

### Финалы турнировWTAв парном разряде (1)

#### Победа (1)
| №  | Дата         | Турнир     | Покрытие | Партнёрша      | Соперницы в финале          | Счёт    |
| 1. | 3 марта 2024 | Остин, США | Хард     | Оливия Николлс | Катажина Кава Бибиана Схофс | 6-2 6-4 |

### Финалы турниров Большого шлема в смешанном парном разряде (1)

#### Победа (1)
| №  | Год  | Турнир                       | Покрытие | Партнёр   | Соперники в финале                | Счёт           |
| 1. | 2025 | Открытый чемпионат Австралии | Хард     | Джон Пирс | Кимберли Биррелл Джон-Патрик Смит | 3-6 6-4 [10-6] |